# Dicranomyia (Pseudoglochina) unicinctipes
Dicranomyia (Pseudoglochina) unicinctipes is een tweevleugelige uit de familie steltmuggen (Limoniidae). De soort komt voor in het Oriëntaals gebied.